# 亚磷酸三乙酯
亚磷酸三乙酯是一种具有分子式P(OCH2CH3)3的有机磷化合物，常简写为P(OEt)3。它性状为无色液体，常用于有机金属化学中的配体，以及有机合成中的试剂。其分子形态为锥形，三价磷原子连接于三个乙氧基上。
亚磷酸三乙酯可通过三氯化磷和乙醇在碱的存在下反应进行制备：
PCl3  +  3 EtOH  +  3 R3N   →   P(OEt)3  +  3 R3NH+Cl-
许多类似的化合物都可通过这种方法制备，亚磷酸三异丙酯也可如使用这种方法制备。（b.p. 43.5 °C/1.0 mm; CAS# 116-17-6）。

## 作为配体
在配位化学和均相催化反应中，亚磷酸三乙酯被发现可作软碱。它形成的络合物通常为亲脂性而金属中心为低氧化态。例如无色络合物
FeH2(P(OEt)3)4和Ni(P(OEt)3)4（m.p. 187 °C）。